# Edículo del General Eloy Alfaro
Edículo del General Eloy Alfaro es un monumento funerario donde reposan los restos del expresidente de la República del Ecuador, Eloy Alfaro.
Una parte de las cenizas del expresidente fue trasladada el 15 de noviembre de 2007 a Ciudad Alfaro.

## Arquitectura
El monumento tiene un estilo neoclásico aún a pesar de las distintas remodelaciones que se han realizado a lo largo de los años.

## Ubicación
El monumento fúnebre se encuentra ubicado en el sector de la puerta 8 del Cementerio General de Guayaquil.